# Альбу Мойят
Альбу Мойят (англ. Albu Mu`ayt, араб. قرية سبخة) — поселення у Сирії, що складає численну сирійську арабську общину в нохії Мухасан, яка входить до складу мінтаки Дайр-ез-Заур у східній сирійській мухафазі Дайр-ез-Заур.